# Ernst Fries

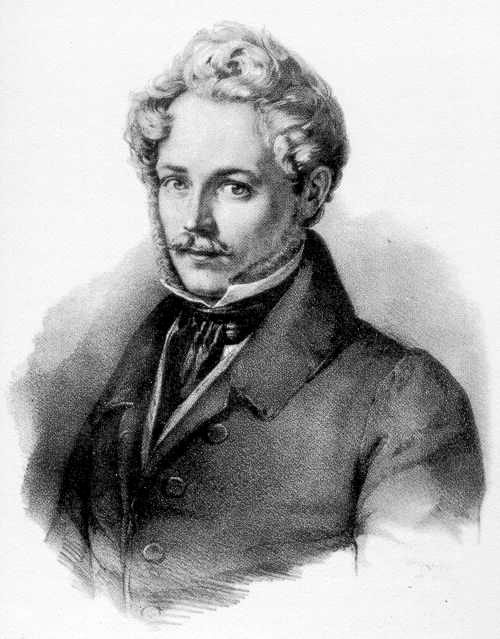
Ernst Fries, litografi av Franz Seraph Hanfstaengl från omkring 1830, baserad på ett självproträtt.

Ernst Fries, född 22 juni 1801, död 11 oktober 1833, var en tysk målare och litograf. Han var son till Christian Adam Fries och bror till Bernhard Fries.
Under talrika resor samlade Fries ett enormt studiematerial till måleriska landskapsskildringar, framför allt i Italien och Tyskland. År 1831 kallade han som hovmålare till Karlsruhe men dog två år därefter på höjden av sitt rykte. Fin iakttagelseförmåga utmärker hans konst, liksom hans litografier över tyska slott och ruiner.